# Ascobolus pezizoides
Ascobolus pezizoides är en svampart som beskrevs av Pers. 1797. Ascobolus pezizoides ingår i släktet Ascobolus och familjen Ascobolaceae.   Inga underarter finns listade i Catalogue of Life.